# 亚历山大·伊万诺维奇·巴布罗福
亚历山大·伊万诺维奇·巴布罗福（俄语：Александр Иванович Павлов，1860年8月1日—1923年7月25日），是俄国的外交官，曾担任俄国驻清朝公使、驻朝鲜公使。1898年3月27日，与李鸿章、张荫桓签订《旅大租地条约》